# Morte D'Arthur
Le Morte d'Arthur (eller Le Morte Darthur) "Arturs död", är en av de äldsta nedtecknade texterna om legenderna om kung Artur på engelska. Verket skrevs av Thomas Malory under hans fängelsetid. Det var färdigställt 1469 och trycktes första gången av William Caxton 1485. En nära nog komplett handskrift av Malorys verk har bevarats, kända som  Winchestermanuskripten, och återfanns 1934. Spår av trycksvärta på manuskripten har analyserats och visade sig härröra från Caxtons tryckeri. Ändå skiljer sig Winchestermanuskripten och Caxtons tryckta version på många punkter.
Malory har i sitt verk sammanställt legender om kung Artur och hans riddare från många olika källor på latin, franska och engelska. Le Morte d'Arthur är ett av de klassiska verken i den engelska litteraturen och utgjorde under lång tid den viktigaste informationskällan till Arturlegenderna. 
Dessa legender utgör en sagocykel som förutom kring kung Artur själv kretsar runt andra mytologiska gestalter från den keltiska mytologin: bland andra Guenever, Lancelot, Galahad, Mordred, Bors, Perceval och Merlin. 
Bland de viktigaste legenderna i cykeln hör berättelsen om den heliga Graal. Det var ursprungligen inte en kristen historia om sökandet efter den kalk med Kristi blod som Joseph av Arimathea förde med sig från Israel, utan en keltisk myt om jakten på "odödlighetens kittel" tillhörande gudinnan Ceridwen som hade makt över sanningen. 
Malorys verk inleds med berättelsen om trollkarlen Merlins ansträngningar att ena de brittiska öarna under en enda krona. Sedan följer diverse historier om Arturs och olika riddares äventyr. En lång del återberättar sagan om Tristan och Isolde. Därefter kommer den ovannämnda legenden om den heliga Graal. Le Morte d'Arthur avslutas med historien om Lancelots kärleksaffär med drottning Guinever och Arturs död i strid mot Mordred.
Malory tycks placera berättelsen under sin egen samtid och ett uppmärksammat exempel på anakronism i texten är att Mordred vid ett tillfälle använder kanoner. 

## UrLe Morte Darthur
Här följer ett utdrag ur Le Morte Darthur på originalets 1400-tals-engelska. Stycket handlar om hur kung Artur får tag på sitt svärd Excalibur.
As they rode, kynge Arthur seyde, 'I have no swerde.'
'No force,' seyde Merlyon, 'hereby ys a swerde that shall be youre, and I may.'
So they rode tyll they com to a laake that was a fayre watir and brode. And in the myddis Arthure was ware of an arme clothed in whyght samyte, that helde a fayre swerde in that honde.
'Lo,' seyde Merlion, 'yondir ys the swerde that I spoke off.'
[...]
Than kynge Arthure loked on the swerde and lyked hit passynge well. Than seyde Merlion,
'Whethir lyke ye better the swerde othir the scawberde?'
'I lyke bettir the swerde,' seyde Arthure.
'Ye ar the more unwise, for the scawberde ys worth ten of the swerde; for whyles ye have the scawberde uppon you, ye shall lose no blood, be ye never so sore wounded. Therefore kepe well the scawberde allweyes with you.'
På modern svenska blir det:
Medan de red sade kung Arthur: "Jag har inget svärd."
"Ingen sak", sade Merlin. "Här i närheten finns ett svärd som skall bli ditt, om jag får råda."
Så red de tills de kom till en sjö som var en vacker vattensamling och vidsträckt. Och i dess mitt blev Arthur varse en arm klädd i vit sammet, som höll ett vackert svärd i handen.
"Se", sade Merlin, "där är svärdet som jag talade om."
[...]
Då tittade kung Arthur på svärdet och tyckte mycket bra om det. Då sade Merlin:
"Vilketdera tycker du bättre om: svärdet eller skidan?"
"Jag tycker bättre om svärdet", sade Arthur.
"Desto oklokare är du, för skidan är värd tio gånger svärdet; för så länge du har skidan på dig, skall du inte förlora något blod, om du än blir aldrig så svårt sårad. Ha därför nogsamt alltid skidan med dig."